# نیکولاس پارخا
نیکولاس پارخا (اسپانیایی: Nicolás Pareja‎؛ زادهٔ ۱۹ ژانویهٔ ۱۹۸۴) یک بازیکن فوتبال اهل آرژانتین است.
از باشگاه‌هایی که در آن بازی کرده‌است می‌توان به اندرلشت، اسپانیول، آرژانتینوس جونیورز، اسپارتاک مسکو، سویا، تیم ملی فوتبال زیر ۲۳ سال آرژانتین و تیم ملی فوتبال آرژانتین اشاره کرد.
وی در مسابقات کشوری و بین‌المللی در مجموع برندهٔ ۱ مدال طلا شده‌است.